# Pali (Hardoi)
Pali è una suddivisione dell'India, classificata come nagar panchayat, di 15.527 abitanti, situata nel distretto di Hardoi, nello stato federato dell'Uttar Pradesh.